# ستيف كوليس
ستيف كوليس (بالإنجليزية: Steve Collis)‏ هو لاعب كرة قدم بريطاني، ولد في 18 مارس 1981 في هارو ‏ في المملكة المتحدة. لعب مع ماكليسفيلد تاون ونادي ألدرشوت تاون ونادي بارنت ونادي بريستول سيتي ونادي بيتربورو يونايتد ونادي توركي يونايتد ونادي روتشديل ونادي ساوثيند يونايتد ونادي كرو ألكساندرا ونادي نورثامبتون تاون ونوتينغهام فورست ويوفل تاون.

## وصلات خارجية
- ستيف كوليس على موقع قاعدة بيانات كرة القدم.إي يو (الإنجليزية)
- ستيف كوليس على موقع Soccerbase.com (لاعب) (الإنجليزية)